# 2023년 아제르바이잔의 나고르노카라바흐 공세
2023년 아제르바이잔의 나고르노카라바흐 공세는 아제르바이잔과 아르차흐 공화국간의 충돌이다. 2023년 9월 19일에서 20일 사이에, 아제르바이잔은 자칭 탈퇴국인 아르차흐를 상대로 군사 공세를 시작했다. 이 공세는 국제적으로 아제르바이잔의 일부로 인정되지만 아르메니아인들이 다수 거주하는 나고르노카라바흐의 분쟁 지역에서 일어났다. 이번 공격은 아제르바이잔이 아르차흐 공화국을 봉쇄하면서 위기가 고조되는 가운데 발생했으며, 이로 인해 해당 지역에서의 식량, 의약품 및 기타 물품과 같은 필수 물품이 크게 부족해졌다.